# OMBIIGIZI
OMBIIGIZI — канадський альтернативний рок-гурт, створений у 2021 році.
Мовою Anishinaabemowin, слово Ombiigizi (om-BEE-ga-ZAY) означає «він/вона галасливий».
Це влучний опис громових звуків музикантів Адама Стерджена і Деніела Монкмана, які довели свої пісні до карколомної гучності, щоб підкреслити сімейні історії та історію своєї культури.

## Історія
Стерджен і Монкмен вперше зустрілися в 2018 році і обговорили можливість співпраці.
Незабаром після цього Стерджен познайомилася з Кевіном Дрю (Kevin Drew) з гурту Broken Social Scene, коли вони обидва були на благодійному заході фонду Горда Дауні (Gord Downie) та Чені Венджак (Chanie Wenjack). 
«Я зробив якийсь різкий коментар щодо музичної індустрії, і Кевін підбіг до мене», — сміється Стерджен. «З тих пір ми якось дружимо в цікавий, химерний спосіб».
Коли дует вирішив продовжити заплановану співпрацю у 2021 році, Дрю організував серію записів у студії Bathouse Recording Studio та став продюсером альбому. У записі альбому також взяли участь Ерік Лоуренсо (Eric Lourenço) та Ендрю Маклеод (Andrew McLeod), а інженер з мікшування був Найлс Спенсер (Nyles Spencer). Перший сингл альбому, «Residential Military», був випущений у листопаді 2021 року. Другий сингл, «Cherry Coke», вийшов у січні 2022 року. Дебютний альбом гурту, Sewn Back Together, був випущений у лютому 2022 року на лейблі Arts & Crafts Productions. Альбом потрапив у короткий список музичної премії 2022 Polaris Music Prize.

## Склад гурту
Постійні учасники
- Адам Стерджен (Adam Sturgeon) з гурту Status/Non-Status[1]
- Деніел Монкман (Daniel Monkman) з гурту Zoon[1]

Запрошені учасники
- Ерік Лоуренсо (Eric Lourenço)[1]
- Ендрю Маклеод (Andrew McLeod)[1]

## Дискографія
Сингли
- «Residential Military» (2021)
- «Cherry Coke» (2022)

Альбоми
- Sewn Back Together (2022, Arts & Crafts Productions)